# Richard Blezinger
Richard Blezinger (* 8. November 1847 in Gaildorf; † 4. Juni 1928) war ein deutscher Fossiliensammler und Apotheker in Crailsheim.

## Leben
Nach der Lehre in der elterlichen Apotheke in Gaildorf ging er 1866 auf Wanderschaft als Gehilfe in Apotheken in Hall (bei seinem Bruder), Graz und Wiesbaden. 1872 legte er das Apothekerexamen an der Universität Tübingen ab. Er übernahm 1874 die Faber´sche Apotheke in Crailsheim (heute nach Umzug Jagst-Apotheke). Er war Ehrendoktor der Universität Tübingen, die 1921 (auch durch ein Entgegenkommen von Blezinger) einen Großteil seiner wertvollen Sammlung erwarb. Außerdem stiftete er wertvolle Fossilien, die er im Muschelkalk und Lettenkeuper der Umgebung von Crailsheim sammelte, dem Königlichen Naturalienkabinett in Stuttgart. Er war Hofrat. Seine Landhaus-Villa auf dem Kreckelberg bei Crailsheim, die er 1894/95 im Renaissance-Stil bauen ließ, hatte eine geologische Pyramide mit charakteristischen Fossilien der Gegend. Nach seinem Tod vermachte er sie der Stadt als öffentliche Erholungsstätte und sie ist ein beliebter Aussichtspunkt.
Ihm zu Ehren benannte Ernst Koken 1898 den Gastropoden Chemnitzia blezingeri und Emil Philippi 1899 die Muschel Myalina blezingeri. Für die von Eberhard Fraas 1896 ?Nothosaurus ichthyospondylus nov. sp. benannten marinen Reptilien aus dem oberen Muschelkalk, die er damals, sicher, ein neues Genus vorliegen zu haben, nur vorläufig als Nothosaurier einstufte, errichtete Friedrich von Huene 1951 Blezinger zu Ehren die neue Gattung Blezingeria und ordnete diese als den Ichthyosaurier zugehörig ein, sie werden heute als Verwandte der Thalattosauria eingestuft (Rupert Wild). Den Holotyp fand Blezinger.
Er war seit 1912 Ehrenbürger von Crailsheim. Eine Gedenktafel am Rathaus erinnert an ihn.